# Kadir Nurman
Kadir Nurman (ur. ok. 1933, zm. 24 października 2013) – niemiecki kucharz pochodzący z Turcji, jeden z wynalazców kebabu (döner kebab). 
Nurman urodził się w Stambule w Turcji. Wyemigrował do Niemiec w 1960 roku, w wieku 26 lat, początkowo do Stuttgartu, a następnie w 1966 do Berlina. Pracował w fabryce Daimlera w Stuttgarcie, potem jako mechanik w Berlinie Zachodnim. W 1972 r. na fali powstających budek ulicznych z fast foodami prowadzonych przez emigrantów otworzył stoisko z kebabem przy berlińskim Dworcu Zoo. Sam zbudował pierwszy pionowy ruszt do opiekania mięsa. W skład kanapki z płaskiego cienkiego chleba wchodziły mięso baranie i sałatka.
Nurman nie opatentował pomysłu urządzenia i potrawy. Nie zastrzegł pomysłu, gdyż pragnął, by wielu Turków mogło się utrzymać z przygotowania kebabów. W 2001 Nurman został uhonorowany przez Stowarzyszenie Producentów tureckich Doner. Twórca kebabu krytykował innych wytwórców za dodawanie do mięsa zbyt wielu składników i przypraw. Uważał też, że nie powinno się robić kebabu z kurczaka, tylko z baraniny.
Innym tureckim wytwórcą kebabu, uznawanym przez niektórych za jego wynalazcę, jest Mehmet Aygün. Wymyślił on Iskender Kebab w chlebie pita.